# BOUSAI RADIO
BOUSAI RADIO（ボウサイ・レディオ）は、富山エフエム放送（FMとやま）で放送されている外国人向けのラジオ番組。

## 番組概要
- 2006年10月放送開始したラジオ番組で、放送時間は第1・第3土曜の21:55 - 22:00。ラジオクラウドでも配信されている。
- とやま国際センターとFMとやまが共同制作し、富山県在住の外国人を対象に防災に関する情報を放送している。週代わりで5か国語（英語・中国語・韓国語・ロシア語・ポルトガル語）で放送。